# Berlin Westhafen
Berlin Westhafen – przystanek kolejowy S-Bahn na liniach S41 i S42 oraz stacja metra w Berlinie na linii U9, w dzielnicy Moabit, w okręgu administracyjnym Mitte. Stacja została otwarta w 1897.